# Tempelj kapitolskega Jupitra
Tempelj Jupitra Optimusa Maximusa (Jupiter Najboljši in Največji), znan tudi kot tempelj kapitolskega Jupitra (lat. Aedes Iovis Optimi Maximi Capitolini, italijansko Tempio di Giove Ottimo Massimo) je bil najpomembnejši tempelj v antičnem Rimu, in je stal na Kapitolskem griču. Imel je stolnici podoben položaj v uradni religiji Rima in je bil obkrožen z Area Capitolina, okrožjem, kjer so se srečevali nekateri zbori in so bila številne svetišča, oltarji, kipi in zmagovalne trofeje.
Prva stavba je bila najstarejši veliki tempelj v Rimu in se lahko šteje za etruščansko arhitekturo. Tradicionalno je bil posvečen leta 509 pr. n. št., leta 83 pr. n. št. pa je bil uničen v požaru. Leta 69 pr. n. št. je prišlo do zamenjave v grškem slogu (bila sta še dva požara in nove stavbe). Za prvi tempeljski etruščanski strokovnjaki so bili pripeljani za različne elemente stavbe, vključno z izdelavo in slikanjem obsežnih elementov terakote Zeusovega templja ali zgornjih delov, kot so antefiksi. Za drugo stavbo so jih povabili iz Grčije. Zgradba pa naj bi bila v bistvu v grškem stilu, čeprav je kot druge rimske templje ohranila številne elemente etruščanske arhitekture. Dve drugi stavbi sta bili očitno v sodobnem rimskem slogu, izjemne velikosti.
Prva različica je bil največji etruščanski tempelj, ki je bil zapisan in je bil veliko večji od drugih rimskih templjev. Vendar pa strokovnjaki še vedno močno nasprotujejo njegovi velikosti; na podlagi antičnega obiskovalca naj bi bil velik skoraj 60 m × 60 m. Ne glede na velikost je bil njegov vpliv na druge zgodnje rimske templje pomemben in dolgotrajen. Rekonstrukcije po navadi kažejo zelo široke strehe in široko kolonado, ki se je raztezala ob straneh, čeprav ne okrog zadnje stene, kot bi to storili v grškem templju.  Surova podoba na kovancu iz leta 78 pr. n. št. prikazuje samo štiri stebre in zelo napeto streho.
S še dvema požaroma je tretji tempelj trajal le pet let, do leta 80 n. št., vendar je četrti preživel do padca imperija. Ohranjeni so ostanki zadnjega templja, ki so bili v srednjem in renesančnem času oplenjeni za uporabo v drugih stavbah, zdaj pa se ohranjajo le elementi temeljev in podij ali podlaga; ker so se kasnejši templji očitno ponovno uporabili, se lahko deloma nanašajo na prvo stavbo. Veliko o različnih stavbah ostaja negotovo.

## Zgodovina

### Prva stavba
Velik del znanega prvega Jupitrovega templja je iz kasnejše rimske tradicije. Lucij Tarkvinij Prisk je obljubil ta tempelj, ko se je boril s Sabinci in po zapisu Dionizija začel s terasiranjem, ki je bilo potrebno za podporo temeljev. Sodobna izvedba na Kapitolinu je potrdila obsežno delo, ki je bilo potrebno samo za ustvarjanje ploščadi gradbišča. Po Dioniziju iz  Halikarnasa in Liviju je temelje in večino nadgradnje templja dokončal Tarkvinij Ošabni, zadnji Rimski kralj.
Livij je tudi zapisal, da so pred templjem gradili svetišča drugim bogovom. Ko so avguri, svečeniki, izvedli obrede, ki so zahtevali dovoljenje za njihovo odstranitev, so verjeli, da so zavrnili le Termina in Juventas. Njuni svetišči sta bila zato vključeni v novo strukturo. Ker je bil bog meja Terminus le premaknjen, so interpretirali kot ugodno znamenje za prihodnost rimske države. Druga znamenitost je bil pojav moške glave delavcem, ki so kopali temelje templja. To so povedali avgurjem (vključno avgurjem, ki so jih pripeljali predvsem iz Etrurije), da bi Rim moral biti vodja velikega imperija.
Tradicionalno je bil tempelj posvečen 13. septembra, leto ustanovitve Rimske republike, 509 pr. n. št. po Liviju. Po Dioniziju je bil posvečen dve leti kasneje, leta 507 pred našim štetjem. To je bilo sveto za Kapitolsko triado, sestavljeno iz Jupitra in njegovih boginj, Junone in Minerve.
Človek, ki je opravil posvetitev templja, je bil izbran z žrebom. Dolžnost je padla na Marka Horacija Pulvila, enega od konzulov v tistem letu.
Livij opisuje, da je leta 495 pr. n. št. Latinska zveza, kot znak hvaležnosti Rimljanom za izpustitev 6000 latinskih zapornikov, prinesla v tempelj zlato krono.
Prvotni tempelj je lahko meril skoraj 60 m × 60 m, čeprav nekateri strokovnjaki to oceno izpodbijajo.. Vsekakor je veljal za najpomembnejši verski tempelj celotne rimske države. Vsako božanstvo triade je imelo ločeno celo, na levi Junona Regina, desno Minerva in Jupiter Optimus Maximus na sredini. Prvi tempelj je bil okrašen s številnimi skulpturami iz terakote. Najbolj znana izmed njih je bila Jupiter, ki je vozil kvadrigo, kočijo, ki so jo vlekli štirje konji, ki je bila na vrhu strehe kot akroterij. Ta skulptura, kot tudi kultni kip Jupitra v glavni celi, naj bi bilo delo etruščanskega umetnika Vulca iz Veia. Med slikami je bila podoba Summanusa, boga groma.
Prvotni tempeljski okras je bil odkrit leta 2014. Ugotovitve so arheologom omogočile, da so prvič rekonstruirali resničen videz templja v najzgodnejši fazi. Leseni elementi strehe in preklade so bili obloženi s ploščami iz terakote in drugimi elementi izjemne velikosti in bogato okrašeni z naslikanimi reliefi, sledeč modelom druge faze (ki se nanaša na dekorativne sisteme etruščanskih in latinskih templjev), njegov prvi izraz prav s templjem Jupitra Optimusa Maximusa. Tempelj, ki je takoj postal slaven, je vzpostavil nov model sakralne arhitekture, ki je bil sprejet v dekoracijah terakote mnogih templjev v Italiji do 2. stoletja pred našim štetjem. Prvotni elementi so bili delno nadomeščeni z drugimi elementi v drugačnem slogu v začetku 4. stoletja pred našim štetjem in na novo konec 3. - začetku 2. stoletja pr. n. št. Odstranjen material je bil odložen v plasti, ki so tvorile trg pred templjem, tako imenovano Območje Kapitolina, v srednjih letih 2. stoletja pred našim štetjem.
O tlorisu in natančnih razsežnostih templja se je močno razpravljalo. Po nedavnih izkopavanjih na Kapitolskem griču, ki so razkrila dele arhaičnih temeljev, je bilo objavljenih pet različnih tlorisov templja.  Po Dioniziju iz Halikarnasa je bil isti tloris in temelji uporabljen za poznejše obnove templja, vendar obstaja nesoglasje o tem, katere dimenzije omenja (zgradba sama ali podij).
Leta 437 pr. n. št. je Aul Kornelij Kos vrgel iz sedla kralja Larsa Tolumnija iz Veiija in ga zrušil. Po tem, ko mu je vzel perilo s telesa, je truplu odsekal glavo in jo položil na kopje in ga postavil pred sovražnika, ki se je z grozo umaknil. Kos je podaril ujeti oklep, ščit in meč templju Jupitra Feretrija na Kapitolskem griču, kjer ga je bilo mogoče videti že v času cesarja Avgusta.
Prvi tempelj je zgorel leta 83 pr. n. št. pod vladavino diktatorja Sule. V tem požaru so izgubili tudi Sibilske knjige, za katere je bilo rečeno, da so jih napisale klasične sibile, in jih shranile v templju (da bi jih quindecimviri (svet petnajstih) varovali in se z njimi posvetovali samo o nujnih primerih.
- Možen tloris prvega templja
- Še eno izmed mnogih ugibanj o tlorisu, umetnikov vtis iz 19. stoletja
- Zadnja stena, 2005

### Druga stavba
Med pustošenjem Sule v Atenah leta 86 pr. n. št., medtem ko je plenil mesto, je podrl nekaj ogromnih nepopolnih stebrov iz Zevsovega templja in jih odpeljal v Rim, kjer so jih ponovno uporabili v Jupitrovem templju. Sula je upal, da bo živel, dokler ne bo obnovljen tempelj, toda Kvint Lutacij Katul (Capitolinus) je imel čast, da je novo strukturo posvetil leta 69 pr. n. št. Novi tempelj je bil zgrajen po istem načelu na istih temeljih, vendar z dražjimi materiali. Literarni viri kažejo, da tempelj ni bil v celoti dokončan do poznih 60-ih pr. n. št. Brut in drugi morilci so se zaklenili vanj po umoru Cezarja. Avgust je obnovil in popravil tempelj.
Druga stavba je zgorela med spopadi na griču 19. decembra 69. leta, ko se je vojska, ki je bila zvesta Vespazijanu, borila za vstop v mesto v letu štirih cesarjev. Domicijan je komaj pobegnil.

### Tretja stavba
Novi cesar Vespazijan je hitro obnovil tempelj na istih temeljih, vendar z razkošno nadgradnjo. Tretji Jupitrov tempelj je bil posvečen leta 75. Tretji tempelj je pogorel v času Titovega vladanja leta 80.

### Četrta stavba
Domicijan je takoj začel z obnovo templja, spet na istih temeljih, vendar z najbolj razkošno nadgradnjo. Po mnenju Plutarha je Domicijan uporabil vsaj dvanajst tisoč talentov zlata za pozlatitev bronastih strešnikov . Zapleten kip je krasil pediment. V renesančni risbi poškodovanega reliefa v muzeju Louvre je prikazana štirikolesna kočija (quadriga) poleg dvokonjske kočije (biga) na desni strani slednje na najvišji točki pedimenta, pri čemer sta dva kipa, ki služita kot osrednji akroterij in kipa boga Marsa in boginje Venere, ki sta podpirala vogale venca in služila kot akroterija. Dokončan je bil leta 82.
V središču pedimenta sta boga Jupitra spremljali Junona in Minerva, ki sta sedeli na prestolu. Spodaj je bil orel z razprtimi krili. Biga, ki jo je vodil bog sonca in biga, ki ga je vodila luna, sta bila upodobljena na obeh straneh treh bogov. Po cesarju Teodoziju I. so leta 392 izločili javno financiranje vzdrževanja poganskih templjev, kar je bilo večkrat v srednjem veku. V 16. stoletju je bil vključen v veliko zasebno bivališče Palazzo Caffarelli-Clementino, ki je postala del današnjega Kapitolskega griča.

### Propad in opustitev
Tempelj, ki ga je dokončal Domicijan, naj bi trajal več ali manj nedotaknjen še več kot tristo let, dokler ni cesar Teodozij I. leta 392 med preganjanjem poganov v poznem rimskem imperiju zaprl vse poganske templje. V 5. stoletju je tempelj poškodoval Stilihon (ki je po Zosim odstranil zlato, ki je krasilo vrata) in Gaiseric (Prokopij iz Cezareje navaja, da so Vandali ropali tempelj med plenjenjem Rima leta 455, odstranili so skodle iz zlata in bron). Leta 571 je Narzes odstranil veliko kipov in okraskov. Ruševine so bile še vedno dobro ohranjene leta 1447, ko je v Rim obiskal humanist Poggio Bracciolini. Preostale ruševine so uničili v 16. stoletju, ko je Giovanni Pietro Caffarelli na mestu postavil palačo (Palazzo Caffarelli), ki je ponovno uporabila material iz templja.

## Ostanki danes
Danes se deli tematskega podija in temeljev vidijo za Palazzo dei Conservatori, v razstavnem prostoru, ki je zgrajen v vrtu Caffarelli, in v Kapitolskih muzejih. Del sprednjega vogala je viden tudi v Via del Tempio di Giove.
Drugega Medičejskega leva je v poznem 16. stoletju oblikoval Flaminio Vacca iz kapitela iz Jupitrovega templja Optimus Maximus.

## Area Capitolina
Area Capitolina je bilo območje na južnem delu Kapitolskega griča, ki je obkrožalo Jupitrov tempelj in ga obkrožilo z nepravilnimi podpornimi zidovi po obrobju pobočja . Okrožje so razširili 388 pr. n. št. na približno 3000 m 2.. Clivus Capitolinus se je končal na glavnem vhodu v središču jugovzhodne strani, Porta Pandana pa je bil drugotni vhod; ta vrata so bila ponoči zaprta. Svete gosi Junone, za katere je bilo rečeno, da so sprožile alarm med galskim obleganjem Rima, so bile shranjene v območju , ki so ga v času cesarstva varovali psi, ki so jih držali spremljevalci templjev. Domicijan se je skrival v bivalnih prostorih vodnika psov, ko so približevale sile Vitelija.
Podzemni prostori, imenovani favissae, so vsebovali poškodovane stavbne materiale, stare votivne darove in posvečene predmete, ki niso bili primerni za razstavo. To je bilo versko prepovedano motiti. V okrožju so bila številna svetišča, oltarji, kipi in zmagovalne trofeje. Tam so se odvijali nekateri plebejski in plemenski zbori. V pozni antiki je bil trg luksuznih dobrin in se je nadaljeval v srednjeveško obdobje: v pismu iz leta 468 Sidonij opisuje kupca, ki se je pogajal o ceni draguljev, svile in fine tkanine.